# New York, New York (On the Town)
New York, New York es una canción compuesta por Leonard Bernstein en 1944 para el musical On the Town, musical que se adaptó posteriormente al cine en 1949. La letra de la canción está escrita por Betty Comden y Adolph Green.
La canción ha sido incluida en el puesto número 41 en la popular lista de las 100 canciones más representativas del cine estadounidense, lista realizada por la American Film Institute en el año 2004.
En la película la canción está interpretada por Gene Kelly, Frank Sinatra y Jules Munshin.